# Rally de Alemania de 2014
El Rally de Alemania de 2014, oficialmente 32. ADAC Rallye Deutschland 2013, fue la 32.ª edición y la novena ronda de la temporada 2014 del Campeonato Mundial de Rally. Se celebró del 22 al 24 de agosto en las cercanías de Tréveris, en el estado federado de Renania-Palatinado. Contó con un itinerario de dieciocho tramos sobre asfalto que sumaban un total de 324,31 km cronometrados y fue también la novena ronda de los campeonatos WRC2 y WRC3 y la cuarta del mundial junior. La prueba contó con ochenta y cinco pilotos, doce de los cuales participan además en el campeonato de constructores, correspondientes a los equipos: Volkswagen Motorsport, Volkswagen Motorsport II, Citroën World Rally Team, M-Sport World Rally Team, Hyundai Motorsport, Hyundai Motorsport N, Jipocar Czech National Team y RK M-Sport WRT. Nueve pilotos participaban en el WRC2 y diez en el WRC 3 y el junior. En la prueba también se inscribieron diez pilotos que disputaban la Drive Dmack Cup.
El francés del equipo Volkswagen Sébastien Ogier llegaba líder del campeonato de pilotos con 187 puntos, 44 de ventaja sobre de su compañero Jari-Matti Latvala, segundo en la clasificación con 143. El ganador de la edición anterior el español Dani Sordo disputaría la prueba con el Hyundai i20 WRC al igual que sus compañeros de equipo el Thierry Neuville y el francés Bryan Bouffier. Aunque Ogier lideró la prueba inicialmente un accidente lo obligó a abandonar dejando el primer puesto a Latvala que se mantuvo primero y con una amplia ventaja hasta el décimo quinto tramo donde sufrió una salida de pista con su Polo R WRC. El británico Kris Meeke del equipo Citroën, segundo en ese momento, sucedió al finés tan solo un tramo pues también se salió de la carretera dejando vía libre a Neuville para que lograse su primera victoria en una prueba del campeonato del mundo. En el podio lo acompañaron Dani Sordo, segundo, y Andreas Mikkelsen, tercero. Este doblete del equipo Hyundai suponía, no solo la primera victoria para el Hyundai i20 WRC, sino también en la historia de la marca surcoreana en su trayectoria en el campeonato del mundo de rally.

## Itinerario y ganadores
| Día   | SS   | Tramo                      | Distancia | Ganador            | Tiempo  | Vel. media | Líder rally        |
| ----- | ---- | -------------------------- | --------- | ------------------ | ------- | ---------- | ------------------ |
| Día 1 | SS1  | Sauertal 1                 | 14.14 km  | Sébastien Ogier    | 7:18.9  | 115.9 km/h | Sébastien Ogier    |
| Día 1 | SS2  | Waxweiler 1                | 16.40 km  | Sébastien Ogier    | 9:39.9  | 100.7 km/h | Sébastien Ogier    |
| Día 1 | SS3  | Moselland 1                | 21.02 km  | Jari-Matti Latvala | 12:48.1 | 98.5 km/h  | Sébastien Ogier    |
| Día 1 | SS4  | Sauertal 2                 | 14.14 km  | Sébastien Ogier    | 7:17.0  | 101.5 km/h | Sébastien Ogier    |
| Día 1 | SS5  | Waxweiler 2                | 16.40 km  | Sébastien Ogier    | 8:41.2  | 101.6 km/h | Sébastien Ogier    |
| Día 1 | SS6  | Moselland 2                | 21.02 km  | Jari-Matti Latvala | 12:45.8 | 98.9 km/h  | Jari-Matti Latvala |
| Día 2 | SS7  | Stein & Wein 1             | 17.53 km  | Robert Kubica      | 10:21.8 | 101.4 km/h | Jari-Matti Latvala |
| Día 2 | SS8  | Peterberg 1                | 11.08 km  | Cancelado          |         |            | Jari-Matti Latvala |
| Día 2 | SS9  | Arena Panzerplatte 1       | 3.03 km   | Jari-Matti Latvala | 2:01.9  | 88.6 km/h  | Jari-Matti Latvala |
| Día 2 | SS10 | Panzerplatte 1             | 42.51 km  | Jari-Matti Latvala | 24:40.2 | 103.4 km/h | Jari-Matti Latvala |
| Día 2 | SS11 | Stein & Wein 2             | 17.53 km  | Jari-Matti Latvala | 9:59.1  | 105.3 km/h | Jari-Matti Latvala |
| Día 2 | SS12 | Peterberg 2                | 9.37 km   | Robert Kubica      | 5:15.8  | 106.7 km/h | Jari-Matti Latvala |
| Día 2 | SS13 | Arena Panzerplatte 2       | 3.03 km   | Jari-Matti Latvala | 2:04.7  | 86.9 km/h  | Jari-Matti Latvala |
| Día 2 | SS14 | Panzerplatte 2             | 42.51 km  | Jari-Matti Latvala | 24:47.8 | 102.9 km/h | Jari-Matti Latvala |
| Día 3 | SS15 | Dhrontal 1                 | 18.03 km  | Kris Meeke         | 11:46.4 | 92.0 km/h  | Kris Meeke         |
| Día 3 | SS16 | Grafschaft 1               | 19.27 km  | Thierry Neuville   | 12:00.3 | 96.4 km/h  | Thierry Neuville   |
| Día 3 | SS17 | Dhrontal 2                 | 18.03 km  | Mikko Hirvonen     | 11:36.4 | 93.3 km/h  | Thierry Neuville   |
| Día 3 | SS18 | Grafschaft 2 (Power Stage) | 19.27 km  | Elfyn Evans        | 11:45.7 | 98.3 km/h  | Thierry Neuville   |

## Clasificación final
| Pos.   | Piloto              | Copiloto             | Automóvil             | Tiempo    | Diferencia | Puntos |     |
| WRC    | WRC                 | WRC                  | WRC                   | WRC       | WRC        | WRC    | WRC |
| ------ | ------------------- | -------------------- | --------------------- | --------- | ---------- | ------ | --- |
| 1      | Thierry Neuville    | Nicolas Gilsoul      | Hyundai i20 WRC       | 3:07:20.2 | -          | 25 + 2 |     |
| 2      | Dani Sordo          | Marc Martí           | Hyundai i20 WRC       | 3:08:00.9 | +0:40.7    | 18     |     |
| 3      | Andreas Mikkelsen   | Mikko Markkula       | Volkswagen Polo R WRC | 3:08:18.2 | +0:58.0    | 15     |     |
| 4      | Elfyn Evans         | Daniel Barritt       | Ford Fiesta RS WRC    | 3:08:23.8 | +1:03.6    | 12 + 3 |     |
| 5      | Mikko Hirvonen      | Jarmo Lehtinen       | Ford Fiesta RS WRC    | 3:08:30.7 | +1:10.5    | 10 + 1 |     |
| 6      | Mads Østberg        | Jonas Andersson      | Citroën DS3 WRC       | 3:08:42.9 | +1:22.7    | 8      |     |
| 7      | Martin Prokop       | Jan Tománek          | Ford Fiesta RS WRC    | 3:12:13.0 | +4:52.8    | 6      |     |
| 8      | Dennis Kuipers      | Tomi Tuominen        | Ford Fiesta RS WRC    | 3:16:38.3 | +9:18.1    | 4      |     |
| 9      | Pontus Tidemand     | Ola Floene           | Ford Fiesta R5        | 3:18:55.6 | +11:35.4   | 2      |     |
| 10     | Ott Tänak           | Raigo Mölder         | Ford Fiesta R5        | 3:18:55.6 | +11:35.4   | 1      |     |
| WRC 2  |                     |                      |                       |           |            |        |     |
| 1 (9)  | Pontus Tidemand     | Ola Floene           | Ford Fiesta R5        | 3:18:55.6 | -          | 25     |     |
| 2 (10) | Ott Tänak           | Raigo Mölder         | Ford Fiesta R5        | 3:18:57.4 | +11:37.2   | 18     |     |
| 3 (13) | Armin Kremer        | Klaus Wicha          | Škoda Fabia S2000     | 3:20:00.8 | +12:40.6   | 15     |     |
| 4 (16) | Julien Maurin       | Nicolas Klinger      | Ford Fiesta R5        | 3:31:36.6 | +14:16.4   | 12     |     |
| 5 (17) | Nasser Al-Attiyah   | Giovanni Bernacchini | Ford Fiesta RRC       | 3:25:31.2 | +18:11.0   | 10     |     |
| 6 (23) | Rashid Al-Ketbi     | Karina Hepperle      | Ford Fiesta R5        | 3:34:56.9 | +27:36.7   | 8      |     |
| 7 (56) | Marty McCormack     | Phil Clarke          | Ford Fiesta R5        | 4:09:07.8 | +1:01:47.6 | 6      |     |
| WRC 3  |                     |                      |                       |           |            |        |     |
| 1 (19) | Stephane Lefebvre   | Thomas Dubois        | Citroën DS3 R3T       | 3:27:45.4 | -          | 25     |     |
| 2 (20) | Christian Riedemann | Lara Vanneste        | Citroën DS3 R3T       | 3:27:54.8 | +20:34.6   | 18     |     |
| 3 (21) | Quentin Giordano    | Guillaume Duval      | Citroën DS3 R3T       | 3:33:21.5 | +26:01.3   | 15     |     |
| 4 (22) | Alastair Fisher     | Gordon Noble         | Citroën DS3 R3T       | 3:33:49.3 | +26:29.1   | 12     |     |
| 5 (26) | Simone Tempestini   | Dorin Pulpea         | Citroën DS3 R3T       | 3:38:32.1 | +31:11.9   | 10     |     |
| 6 (28) | Kornél Lukács       | Márk Mesterházi      | Citroën DS3 R3T       | 3:39:37.4 | +32:17.2   | 8      |     |